# Jose Huayhua
Jose Huayhua (Lima, 24 de marzo de 2002) es un futbolista peruano. Juega de centrocampista y su equipo actual es el Deportivo Llacuabamba de la Segunda División del Perú.

## Trayectoria
Jugador formado en Universitario de Deportes, club al que llegó a los 15 años. Luego del Campeonato Sudamericano de Fútbol Sub-17 de 2019 fue promovido al equipo de reservas junto a Jose David Soto por pedido de Juan Pajuelo. En noviembre del 2020, firmó su contrato profesional junto a otros juveniles de Universitario.
Luego de no estar en los planes del comando técnico para el 2021, fue enviado a préstamo a Deportivo Llacuabamba por una temporada. Salió 3 veces en el banco de suplentes, sin poder debutar con el equipo llacuabambino, ni debutar profesionalmente.

## Selección nacional
Fue convocado por la selección peruana para el Campeonato Sudamericano de Fútbol Sub-15 de 2017, perdiendo en semifinales frente a Argentina, anotándole un gol. Además, fue convocado para participar del Campeonato Sudamericano de Fútbol Sub-17 de 2019 realizado en Perú.

## Clubes
| Club                             | País | Año           |
| -------------------------------- | ---- | ------------- |
| Deportivo Llacuabamba (préstamo) | Perú | 2021-presente |